# Carmelo Cuttitta

Wappen von Carmelo Cuttitta

Carmelo Cuttitta (* 24. März 1962 in Godrano, Provinz Palermo) ist ein italienischer Geistlicher und emeritierter römisch-katholischer Bischof von Ragusa.

## Biografie

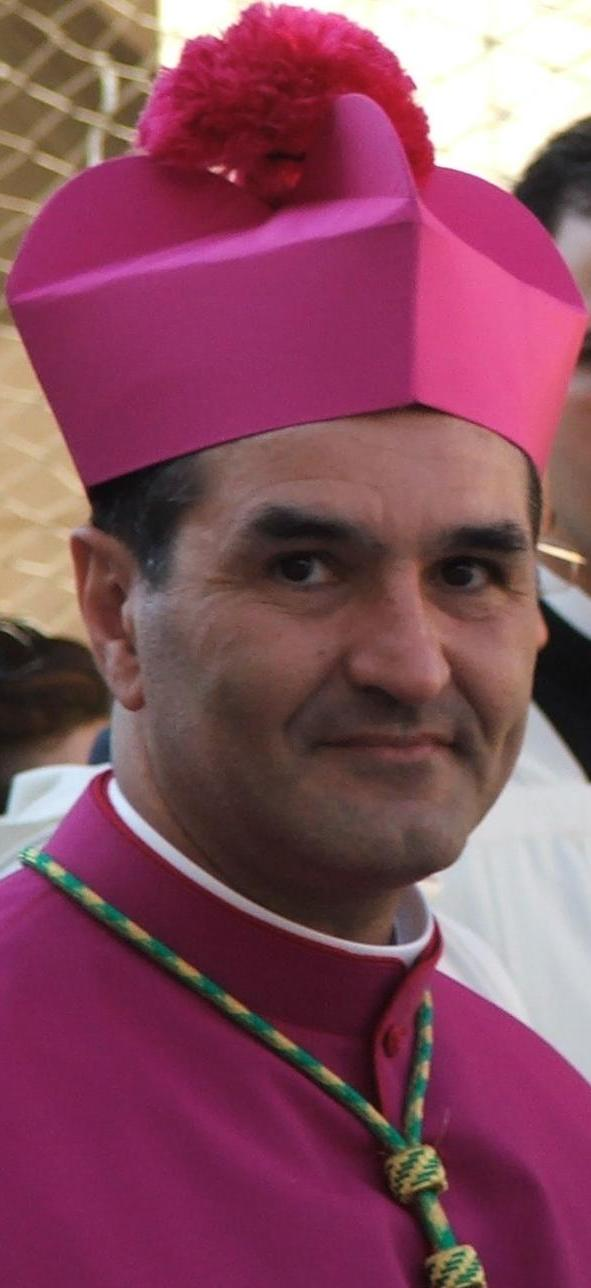
Carmelo Cuttitta 2008

Carmelo Cuttitta wurde am 24. März 1962 in Godrano, einer Kleinstadt im Nordwesten Siziliens geboren. Nach philosophischen und theologischen Studien am erzbischöflichen Seminar in Palermo erhielt er am 10. Januar 1987 die Priesterweihe durch den Erzbischof von Palermo, Salvatore Kardinal Pappalardo.
Er nahm verschiedene Aufgaben in der Erzdiözese und der Sizilianischen Bischofskonferenz wahr. 1987 bis 1988 war er Vizerektor des Erzbischöflichen Seminars, von 1987 bis 1995 Diözesanassistent der Azione Cattolica Giovani, von 1988 bis 1990 Pfarrvikar der Pfarrei Sant’Atanasio in Ficarazzi und 1990 bis 1996 Sekretär des Erzbischofs von Palermo. Von 1996 bis 2007 war er Pfarrer der Pfarrei San Giuseppe Cottolengo in Palermo.
Seit 1991 war er beigeordneter Sekretär und später Generalsekretär der Sizilianischen Bischofskonferenz.
Am 28. Mai 2007 ernannte Papst Benedikt XVI. Carmelo Cuttitta zum Titularbischof von Novi und zum Weihbischof im Erzbistum Palermo. Die Bischofsweihe spendete ihm Erzbischof Paolo Romeo am 7. Juli desselben Jahres. Mitkonsekratoren waren Salvatore Gristina, Erzbischof von Catania, und Domenico Mogavero, Bischof von Mazara del Vallo.
Papst Franziskus ernannte ihn am 7. Oktober 2015 zum Bischof von Ragusa.
Am 28. Dezember 2020 nahm Papst Franziskus das von Carmelo Cuttitta aus gesundheitlichen Gründen vorgebrachte Rücktrittsgesuch an.